# تپه چیا سبز ۲
تپه چیا سبز ۲ مربوط به عصر آهن - دوره اشکانیان - دوره ساسانیان است و در شهرستان کوهدشت، بخش کونانی، دهستان زیر تنگ، ۳۰۰ متری جنوب شرقی روستای چم نقد علی واقع شده و این اثر در تاریخ ۲۸ اسفند ۱۳۸۵ با شمارهٔ ثبت ۱۸۴۲۰ به‌عنوان یکی از آثار ملی ایران به ثبت رسیده است.